# ندا غوردون
ندا غوردون (بالإنجليزية: Nada Gordon)‏ هي كاتِبة وشاعرة أمريكية، ولدت في 1964 في أوكلاند في الولايات المتحدة.